# Josep Costa i Planagumà
Josep Costa i Planagumà   (Badalona, 1 d'octubre de 1940 - 15 de gener de 2018) va ser un sacerdot franciscà que va fundar la Fundació Acollida i Esperança per millorar la vida de les persones que pateixen exclusió social.

## Biografia
Estudiant dels Maristes, era molt jove quan, atret per Francesc d'Assís, decidí fer-se franciscà. Estudià al seminari de Balaguer i va acabar els estudis de filosofia i teologia als monestirs de Berga i la Bisbal d'Empordà.
Fou ordenat prevere el 2 de desembre de 1967, i el 1969, amb 28 anys, va marxar a Bolívia a fer de missioner. Impressionat per la pobresa extrema i la injustícia social, va treballar per denunciar les injustícies que patia la població indígena per culpa de l'home blanc. Ho feia de la manera que podia, entre d'altres maneres a través d'una emissora de ràdio de La Paz. El 1983 va tornar a Catalunya per un problema de salut i ja no hi va tornar.
Tornat Barcelona, la dècada del 1980 s'apropa a les persones més desfavorides de Catalunya. L'abril de 1990 va muntar un pis al Raval de Barcelona per acollir malalts de sida, sovint moribunds, i ho va fer juntament amb Genoveva Masip i Torner, de les Filles de la Caritat. El pis va rebre el nom d'Itaca.
El pis del Raval va ser l'inici del que acabaria essent la fundació Acollida i Esperança, que treballa per generar espais d'acollida per a persones en situació d'exclusió social. Des del 1996 l'entitat compta amb la masia Can Banús de Badalona. El 2003 van incorporar el convent de franciscans de la Bisbal d'Empordà. El 1999 van fundar l'empresa social Mansol, per aconseguir ingressos i donar feina als qui ningú els en dona. El 2013 la fundació va ajudar 500 persones a refer la seva vida. El 2018 l'entitat comptava amb dues llars residències, un pis d'acollida, un programa de pisos per promoure la vida autònoma, un centre de treball per afavorir la inserció laboral i un servei odontològic per a persones pobres. Atenen 1.000 persones l'any i garanteix el sostre per 90 persones cada dia. Va presidir la Fundació Acollida i Esperança des de la seva creació fins al 2018, any de la seva mort.
Va escriure un llibre de memòries que es diu Aventures i desventures d'unes sandàlies.